# ملعب ماتسوموتو
ملعب ماتسوموتو هو ملعب كرة قدم متعدد الاستخدامات في ماتسوموتو، اليابان. يُستخدم حاليًا في الغالب لمباريات كرة القدم وهو موطن ماتسوموتو ياماجا. تبلغ مساحة الملعب 20,396 متفرجًا.
كان يعرف باسم ماتسوموتوديرا بارك، في 2018 تحوَّل اسمهُ إلى سان برو ألوين.